# Ґун'ї
Ґун'ї (спрощ.: 巩义; піньїнь: Gǒngyì) — місто в Китаї, в провінції Хенань. Назва походить від стародавнього царства, що існувало в тому ж регіоні.

## Історія
У XXII столітті до н. е., за правління Чжун Кана, місто (під назвою Чженьсун) було столицею держави Ся. 249 року до н. е., коли царство Цінь вперше в історії об'єднало Китай в єдину державу, було створено повіт Ґунсянь. За часів імперії Північної Ці його було приєднано до повіту Ченгао, втім за часів імперії Суй 596 року повіт було відновлено.
1949 року було утворено Спеціальний район Чженчжоу в складі восьми повітів, і повіт увійшов до його складу. 1954 року правління спеціального району переїхало до Кайфена, й він отримав назву Спеціальний район Кайфен. 1958 року повіт був переданий зі Спеціального району Кайфен у підпорядкування міського округу Чженчжоу, втім 1961 року знову повернувся до складу Спеціального району Кайфен. 1970 року Спеціальний район Кайфен був перейменований на Округ Кайфен. 1983 року Округ Кайфен був розформований, і повіт Ґунсянь знову був переданий до складу міського округу Чженчжоу.
1991 року повіт Ґунсянь був розформований, а замість нього було утворено міський повіт Ґун'ї.
1 січня 2014 року міський повіт Ґун'ї був виведений зі складу Чженчжоу й підпорядкований напряму владі провінції Хенань.

## Адміністративний поділ
Міський повіт поділяється на 5 вуличних комітетів і 15 селищ.

## Клімат
Місто знаходиться у зоні, котра характеризується вологим субтропічним кліматом. Найтепліший місяць — липень із середньою температурою 27.3 °C (81.1 °F). Найхолодніший місяць — січень, із середньою температурою 0.9 °С (33.6 °F).
| Клімат Ґун'ї            | Клімат Ґун'ї | Клімат Ґун'ї | Клімат Ґун'ї | Клімат Ґун'ї | Клімат Ґун'ї | Клімат Ґун'ї | Клімат Ґун'ї | Клімат Ґун'ї | Клімат Ґун'ї | Клімат Ґун'ї | Клімат Ґун'ї | Клімат Ґун'ї | Клімат Ґун'ї |
| Показник                | Січ.         | Лют.         | Бер.         | Квіт.        | Трав.        | Черв.        | Лип.         | Серп.        | Вер.         | Жовт.        | Лист.        | Груд.        | Рік          |
| Середня температура, °C | 0,9          | 2,8          | 8,5          | 15,2         | 21           | 25,9         | 27,3         | 26,2         | 21,1         | 15,6         | 8,7          | 2,7          | 14,7         |
| Норма опадів, мм        | 7            | 11.8         | 23.4         | 42.4         | 47.5         | 64.8         | 147.7        | 110.2        | 79.1         | 44.5         | 26           | 7.6          | 612          |
| Днів з опадами          | 2,9          | 4,2          | 6,1          | 8,4          | 7,5          | 7,9          | 12,5         | 10,8         | 11,1         | 8,5          | 6            | 2,9          | 88,8         |
| Вологість повітря, %    | 57.2         | 59.2         | 59.5         | 60.4         | 60           | 58.2         | 74.2         | 77.2         | 74.2         | 70.6         | 67.6         | 60.9         | 64.9         |
| ----------------------- | ------------ | ------------ | ------------ | ------------ | ------------ | ------------ | ------------ | ------------ | ------------ | ------------ | ------------ | ------------ | ------------ |
| Джерело: Weatherbase    |              |              |              |              |              |              |              |              |              |              |              |              |              |